# Aleksander Eduard Thomson
Aleksander Eduard Thomson (* 19. Januarjul. / 31. Januar 1845greg. in Pringi, damals Kirchspiel Sangaste, Livland; † 20. Oktober 1917 in Petrograd, Russland) war ein estnischer Komponist.

## Leben und Werk
Aleksander Eduard Thomson wurde im Kirchspiel Sangaste (deutsch Theal) als Sohn eines Mühlenpächters geboren. Er besuchte die Grundschule im livländischen Valga (Walk) und die Kreisschule in Tartu. Thomson schloss 1865 das berühmte Lehrerseminar von Jānis Cimze in Valga ab.
Von 1870 bis 1872 studierte er Mathematik an der Kaiserlichen Universität Dorpat. Danach arbeitete er als Lehrer in Kanepi (Kannapäh), Vana-Võidu (Alt-Woidoma) bei Viljandi und in der deutschen Kirchenschule im russischen Peterhof (russisch Петергоф). Bereits zu dieser Zeit organisierte er Chorveranstaltungen mit einer relativ großen Zahl von Teilnehmern. In Sankt Petersburg war er Hauslehrer der Familie von Anton Rubinstein.
Von 1876 bis zu seinem Tod 1917 unterrichtete Thomson Mathematik am Deutschen Gymnasium der russischen Hauptstadt. Regelmäßig besuchte er aber seine livländische und estnische Heimat.
Aleksander Eduard Thomson entdeckte früh eine Neigung zur Musik. Er gilt als einer der Begründer der volksmusikalischen Chortradition in Estland. Etwa vierzig von ihm komponierte Chorwerke und Adaptionen sind erhalten. Die Zahl seiner Kompositionen schätzt man auf circa 70. Die Texte seiner Lieder entnahm er oft der Volksdichtung, aber auch den Werken von Carl Robert Jakobson, Lydia Koidula und Friedrich Robert Faehlmann. Daneben sammelte Thomson gemeinsam mit seinen Freunden Mihkel Veske und Johann Köler estnische Volkslieder, die er für einen größeren Zuhörerkreis zugänglich machte, und andere ethnographische Zeugnisse.

## Privatleben
Aleksander Eduard Thomsen war in erster Ehe mit der Schwester des nationalgesinnten estnischen Journalisten Carl Robert Jakobson verheiratet.